# Megarthroglossus sierrae
Megarthroglossus sierrae är en loppart som beskrevs av Augustson 1953. Megarthroglossus sierrae ingår i släktet Megarthroglossus och familjen mullvadsloppor. Inga underarter finns listade i Catalogue of Life.